# 브이원
강현수 또는 브이원(V.ONE, 본명: 이상진, 1978년 6월 24일 ~ )은 대한민국의 가수이자 배우이다.

## 생애
1978년 6월 24일 3남 1녀 중 넷째이자 막내로 태어났다. 1996년 뮤지컬 배우로서 첫 데뷔를 한 그는 대구광역시 출신으로 대륜고등학교를 졸업하고 동아방송예술대학교 영상음악학과 전문학사와 단국대학교 연극영화학과 학사 학위를 거쳐 단국대학교 대학원에서 대중예술학전공으로 예술학 석사학위를 받았다. 2003년 '브이원'이라는 예명으로 발라드 가수로 데뷔, 팬들로부터 사랑을 받았다. 강현수는 임채홍과 함께 2010년 3월 27일부터 서울 서초구 반포동에 입시 전문 방송아카데미 '배우&배움'을 열기도 했다. 평소 절친한 관계를 유지해 오던 두 사람은 오랜 준비 끝에 개업식을 갖게 되었다. 자신의 뮤직비디오에 주인공으로 출연하거나, 2003년 방영된 시트콤 ‘달려라 울엄마’에서 복학생 역을 맡는 등 배우로서도 활동했다.

## 논란

### 병역비리로 인한 재입대
2006년 군 입대를 선언했다. 병역비리에 연루되어 재입대가 결정되었기 때문이다. 강현수는 서울 광화문의 병역특례업체에서 일을 하고 있었는데, 경영난에 부딪힌 회사가 그를 퇴사조치 했다. 다른 병역특례업체를 찾아보던 중, 때마침 연예인 병역비리가 사회적으로 큰 물의를 일으켰고 강현수도 검찰 조사를 받게 됐다. 회사가 어려워 임금을 받지 못했던 것인데, 상황이 꼬이다보니 ‘무임금을 조건으로 취업했다’는 혐의를 받게 됐고 재 입대까지 통보 받게 됐다는 강현수의 주장이다.

## 학력
- 대륜고등학교 졸업
- 동아방송예술대학교 영상음악학과 전문학사
- 단국대학교 연극영화학과 학사
- 단국대학교 대학원 예술학 석사

## 수상
- 1998년 스톰 신인모델선발대회 1위

## 방송
- 2003년 KBS 달려라 울 엄마
- 2001년 MBC 목표달성 토요일 - 스타 서바이벌 동거동락 1기
- 2001년 SBS 토요 스토리랜드
- 2001년 KBS 자유선언 오늘은 토요일
- 2000년 SBS 좋은 예감 즐거운 TV
- 2000년 KBS 멋진 친구들
- 2000년 MBC 일요일 일요일 밤에 - 게릴라 콘서트(실패)
- 2000년 SBS 초특급 일요일 만세
- 2000년, 2004년, 2006년 KBS 가족오락관

## 앨범

### 브이원(V.One)
- 2010년 ...하고싶다
- 2006년 2집 - 두 번째 여행
- 2003년 1집 - 그런가봐요

### 강현수
- 1999년 1집 - CHOICE
- 2000년 2집 - Coup D'Etat

## 참고 자료
- 강현수(네이버 인물)